# Tabata Vitorino de Carvalho
Tabata Vitorino de Carvalho (Maringá, 23 de abril de 1996) é uma velocista olímpica brasileira, disputou o revezamento 4x400 na Rio 2016 e Tóquio 2020.
Representou o Brasil nos Jogos Olímpicos de Verão de 2016 como atleta reserva da equipe brasileira no revezamento 4x400 metros feminino. Tabata conseguiu vaga na equipe após ficar em terceiro lugar na prova de 400 metros do Troféu Brasil de Atletismo de 2016. Embora não tenha alcançado índice individual para os 400 metros, Tabata foi convocada para fazer parte da equipe brasileira na prova de revezamento 4x400 metros. Na competição Tabata não chegou a fazer parte do quarteto titular e a equipe não se classificou para a final olímpica.
Integrou a equipe mista de velocistas do Brasil no revezamento 4×400 metros nos Jogos Olímpicos de 2020, em Tóquio. O revezamento brasileiro, formado por Pedro Burmann, Tiffani Marinho, Tabata Vitorino e Anderson Henriques, conseguiu a marca de 3:15.89, batendo o próprio recorde sul-americano da prova, mas não avançou para a final.

## Melhores marcas pessoais
| Prova              | Marca       | Local             | Data                   |
| ------------------ | ----------- | ----------------- | ---------------------- |
| 100 metros         | 11,70 s     | Maringá           | 25 de junho de 2016    |
| 200 metros         | 23,58s      | Bragança Paulista | 14 de março de 2020    |
| 400 metros         | 52.15 s     | Bragança Paulista | 14 de março de 2020    |
| 4x100 metros       | 47,20 s     | São Paulo         | 21 de setembro de 2013 |
| Revezamento medley | 2:11,20 min | Donetsk           | 13 de julho de 2013    |
| 4x400 metros       | 3:46,09 min | Resistência       | 20 de outubro de 2013  |